# Perry Christie
Perry Gladstone Christie (21 de agosto de 1944) es el ex primer ministro de Bahamas, además de exatleta. Tomó posesión del cargo el 8 de mayo de 2012 tras las elecciones generales ganadas por el Partido Liberal Progresista; y finalizó su período el 11 de mayo de 2017, sucedido por Hubert Minnis. Ocupó el cargo en otras dos ocasiones, desde el 2002 al 2005 y desde el 2005 al 2007. Está casado con Bernadette Christie, contable de profesión.